# Surintendante de la Maison de la Reine

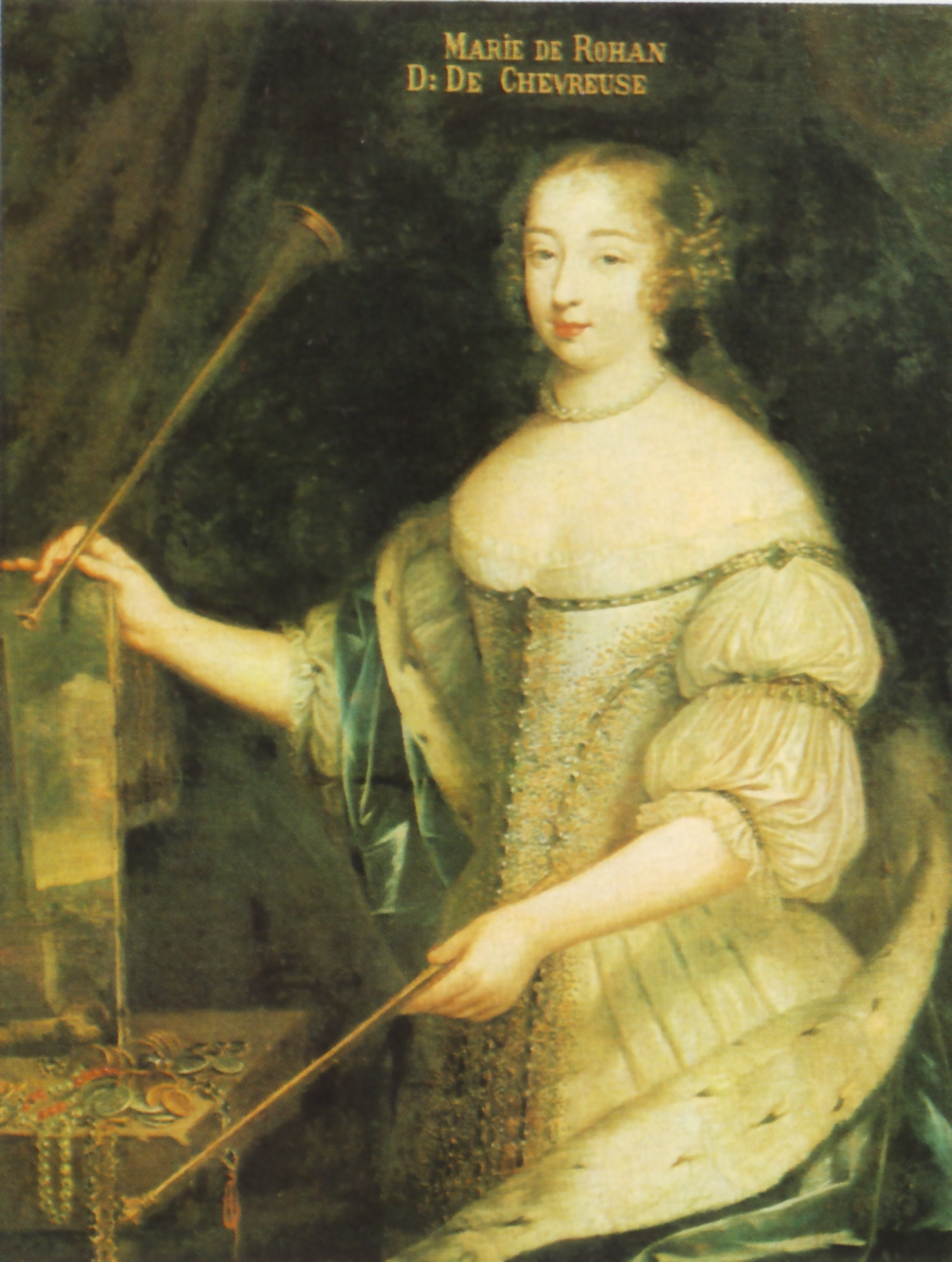
Marie de Rohan, den första Surintendante de la Maison de la Reine 1619.

Surintendante de la Maison de la Reine, i dagligt tal enbart Surintendante, var den högsta kvinnliga hovtjänsten vid det kungliga franska hovet mellan 1619 och franska revolutionen. 
Hon var vid sidan av innehavaren av tjänsten, Guvernant till Frankrikes barn en av endast två kvinnliga hovfunktionärer som avlade sin tjänsteed direkt till kungen själv. Surintendante anställde och övervakade kvinnlig hovpersonal och tog emot deras ed, sammanställde personallistan och kostnaden för drottningens hushåll och närvarade vid statsevenemang. När hon inte var närvarande ersattes hon av dame d'honneur, som hade ungefär samma arbetsuppgifter.

## Innehavare
- 1619-1637: Marie de Rohan
- 1660-1661: Anna Gonzaga
- 1661-1679: Olympe Mancini
- 1679-1683: Madame de Montespan
- 1725-1741: Marie-Anne de Bourbon (1697–1741)
- 1775-1792: Maria Teresa Luisa av Savojen, prinsessan de Lamballe